# Joseph Kellner

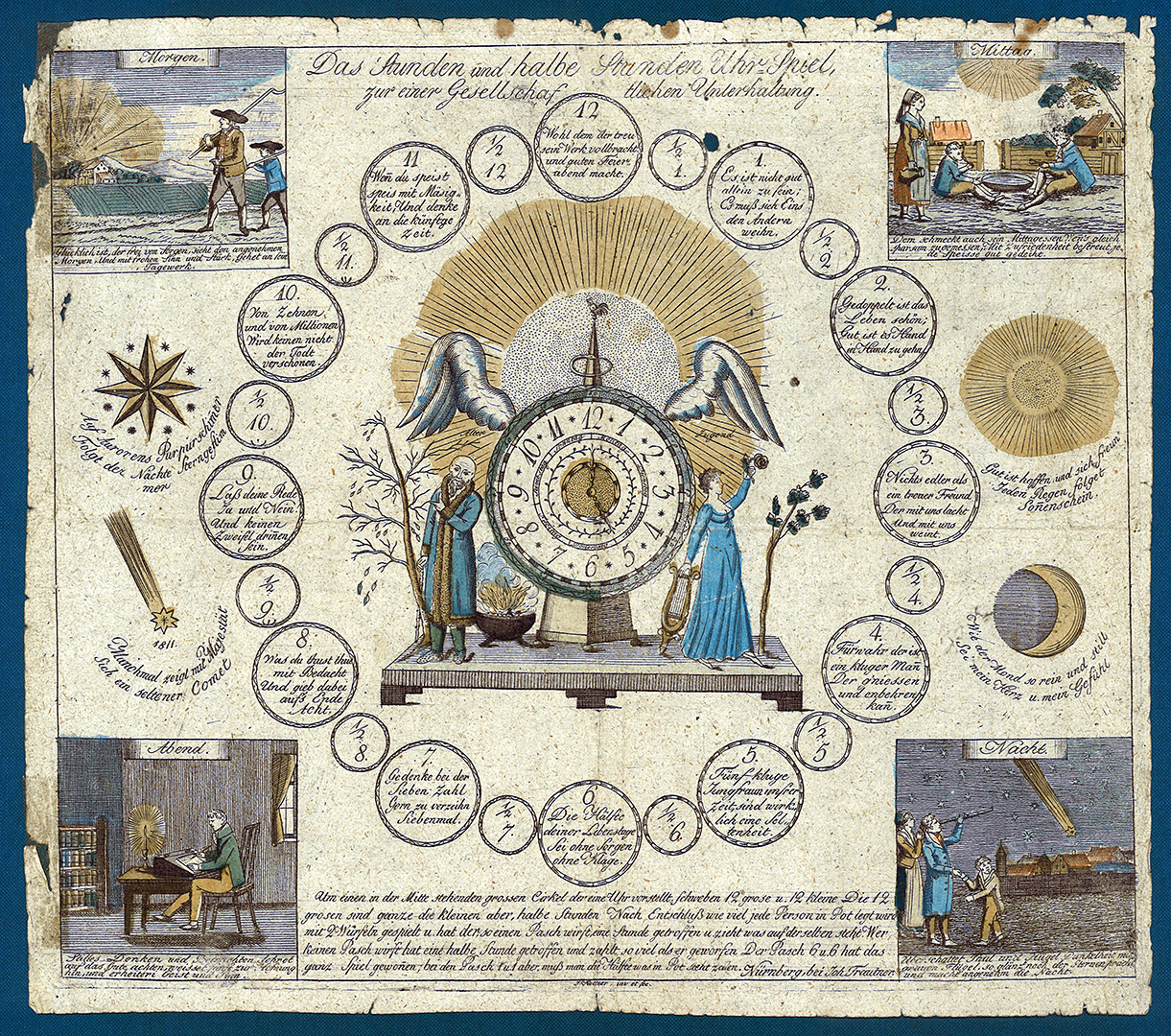

Joseph Kellner (*  28. August 1749 (Tag der Taufe) in Nürnberg; † 4. September 1814 (Tag des Begräbnis) ebenda) war ein Nürnberger Kupferstecher, Radierer und Verleger.

## Leben und Werk
Joseph Kellner, Sohn des Spezereihändlers Paul Friedrich Kellner, ist der Stammvater der Glasmaler- und Künstlerfamilie Kellner in Nürnberg. Er heiratete am 2. Oktober 1776 Anna Felicitas Scherbel, Tochter des Kupferdruckers Johann Georg Scherbel. Aus dieser Ehe gingen drei Söhne und sieben Töchter hervor, darunter Johann Jakob Kellner. Ab 1777 erscheint er als Kupferstecher im Nürnberger Ämterbüchlein, bis 1806 die Aufzeichnungen eingestellt wurden. Er starb im Heilig-Geist-Spital.
- Geometrischer Grundriss von dem Herrensitz auf der Hadermühl nach Georg Friedrich Kordenbusch von Buschenau, Stich, 1775
- Nürnberger Gebräuche, Stichfolge, 1785
- Darstellung des am 28. März 1804 geschlachteten „großen Nürnberger Ochsen“ (Stich nach eigener Zeichnung, Druck ohne Stechersignatur im Germanischen Museum)
- Das Stunden und halbe Stunden Uhrzeitspiel, nach 1811 (Zeichner und Stecher)
- Portraitstich des Georg Wolfgang Panzer (Digitaler Portraitindex)